# Sinterklaas (filmserie)
De Sinterklaas-serie is een jeugd-filmserie die over Sinterklaas gaat. De serie is geproduceerd door Stichting Regionale Sinterklaas Promotie en geregisseerd door Martijn van Nellestijn. Van de filmreeks is Sinterklaas en het Geheim van het Grote Boek de eerste film die in de bioscoop heeft gedraaid. De daaropvolgende films zijn ook allemaal bioscoopfilms.
In de serie komt naast Sinterklaas ook het personage Tante Til voor, die oorspronkelijk in de televisieserie De Familie Knots voorkwam. De serie draait voornamelijk om de plannen van een vijand van Sinterklaas, Dr. Brein. Deze komt voor het eerst voor in Sinterklaas en het Geheim van de Robijn.
Bekende personen die in de serie te zien zijn, zijn onder andere: Paul van Gorcum, Edmond Classen, Pamela Teves, Rudi Falkenhagen, Lee Towers, Johan Vlemmix, Henk Wijngaard, Jos Brink, Sandra Reemer, Hetty Heyting, Hans Klok, Bea Meulman, Nelly Frijda, Erik-Jan Slot, Jeffrey Erens, Frederik de Groot, Martine van Os, Arthur Bostrom, Harold Verwoert, Carel Struycken, Ben Cramer, Inge Ipenburg, Tony Neef, Gerard Joling, Maureen du Toit, Ronnie Tober, Frans Mulder, Marianne van Wijnkoop, Joep Sertons, Bill van Dijk, Richard Groenendijk, Rita Verdonk, Wim Rijken, Aad van Toor, Henkjan Smits, Kiki Classen, Sipke Jan Bousema, Frans Bauer, Pierre Kartner, Djumbo en de regisseur van de serie Martijn van Nellestijn.
- Sinterklaas en het Gevaar in de Vallei (2003)
- Sinterklaas en het Geheim van de Robijn (2004)
- Sinterklaas en het Uur van de Waarheid (2006)
- Sinterklaas en het Geheim van het Grote Boek (2008)
- Sinterklaas en de Verdwenen Pakjesboot (2009)
- Sinterklaas en het Pakjes Mysterie (2010)
- Sinterklaas en het Raadsel van 5 December (2011)
- Sinterklaas en de Pepernoten Chaos (2013)